# 南夢宮汽車
南夢宮汽車是希臘的汽車製造公司，這家公司由孔多古里斯兄弟於1972年成立。

## 歷史
孔多古里斯兄弟進入汽車製造業最早的嘗試是在德國生產一款名叫「海拉斯」（Hellas）的輕型卡車。在1957年，彼得·孔多古里斯得到許可而得以使用由瑞士工程師威爾弗里德·發爾博士（Dr. Wilfried Fahr）開發出來的一種多功能載具的生產科技。1961年，孔多古里斯家族的人（傑拉西莫斯、迪米特里斯、李奧尼達、彼得、維克多－喬治, 及康斯坦蒂諾斯等人）在希臘薩洛尼卡建立了一家名叫FARCO的公司，並生產一款使用BMW 700水平對臥二缸引擎的車，名叫FARMOBIL，之後在1963年，FARCO被克萊斯勒集團收購並改名為希臘克萊斯勒股份有限公司（Chrysler Hellas S.A.），而在1967年，其美國的母公司結束了希臘的生產部門；與此同時，孔多古里斯兄弟在1961年展開了建立名叫NAMCO的新公司的計畫，並計畫在帕特雷設廠生產德國NSU-Fiat設計的三輪卡車與其他的載具，但最後改成與法國雪鐵龍合作生產一款名叫南夢宮小馬（Pony）的客用車。1972年孔多古里斯兄弟成立了南夢宮汽車公司，並開始生產南夢宮小馬客用車，這款汽車取得了成功，並外銷至包括德國與美國在內的多個國家。南夢宮小馬在1983年停產，在停產前南夢宮汽車生產了大約17,000輛南夢宮小馬。
在民用車輛之外，南夢宮汽車也嘗試生產軍用車輛，像是南夢宮六輪驅動軍用車（NAMCO Milicar 6x6）等等；然而希臘政府較偏好希臘汽車業公司生產的、基於斯太爾680M的希臘斯太爾（Steyr Hellas），因此南夢宮汽車只成功地向軍方銷售南夢宮豹型四輪驅動軍用車（Namco Panther 4x4）等較輕型的車輛。
1985年南夢宮汽車開始銷售一款名叫南夢宮超級小馬的客用車，這款新的車輛與雪鐵龍沒有太多的關係，並使用福特汽車生產的引擎；然而南夢宮超級小馬在市場上的銷售並不理想，截至1994年為止，南夢宮一共只生產了數百台南夢宮超級小馬。在希臘，南夢宮超級小馬於1992年停產；但除了希臘以外，南夢宮汽車在保加利亞的分公司南夢宮保加利亞汽車也曾獲得授權生產南夢宮超級小馬，直至1994年為止。
盡管南夢宮汽車官方名義上並未車輛生產業務，但自1994年起，南夢宮汽車除了原型車外，就未再實際生產汽車，但依舊作為卡車進口商持續經營。在2011年，南夢宮汽車推出了使用標緻汽車生產的引擎的南夢宮超級小馬。

## 圖片集

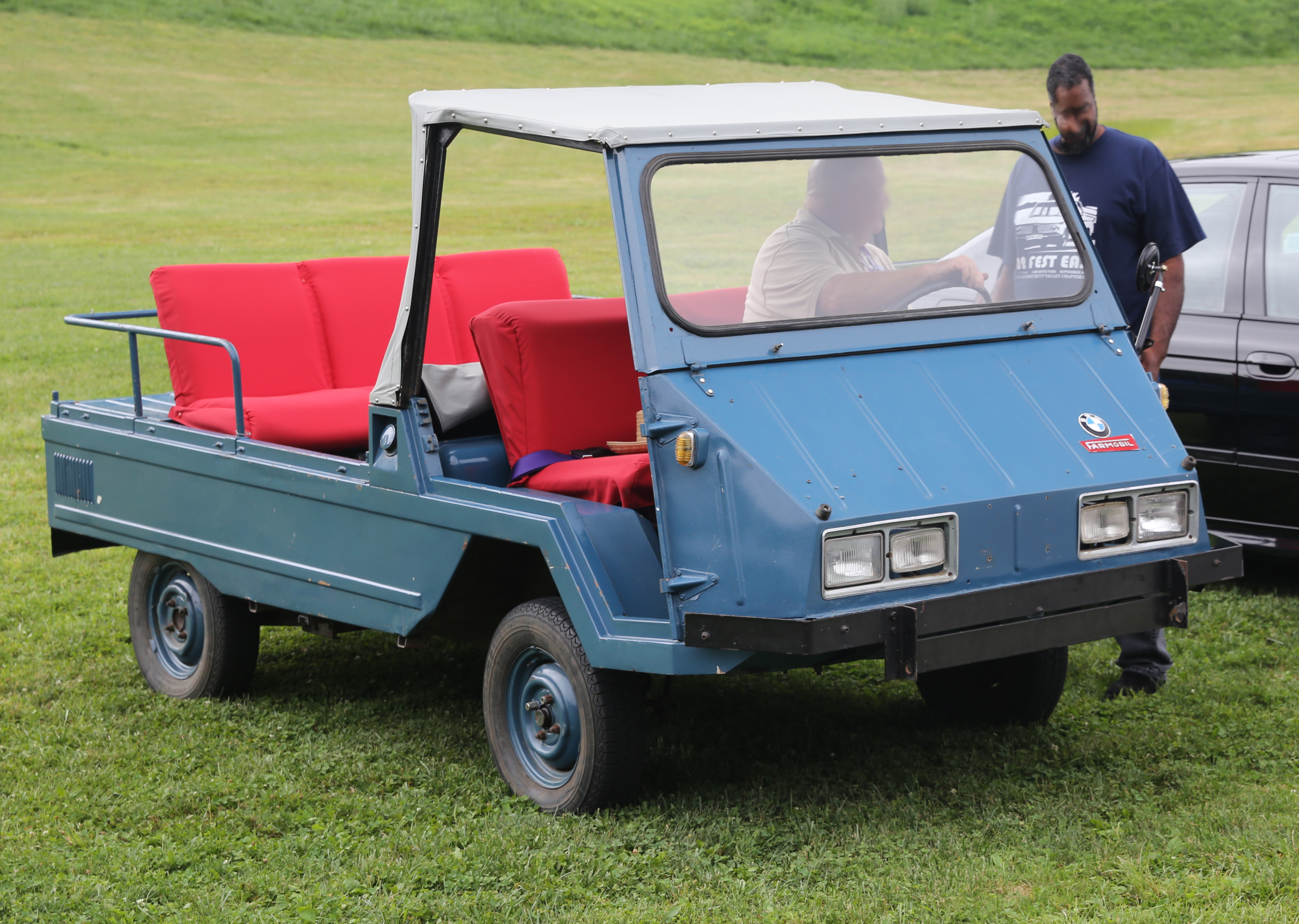
1965年型號的FARMOBIL 700
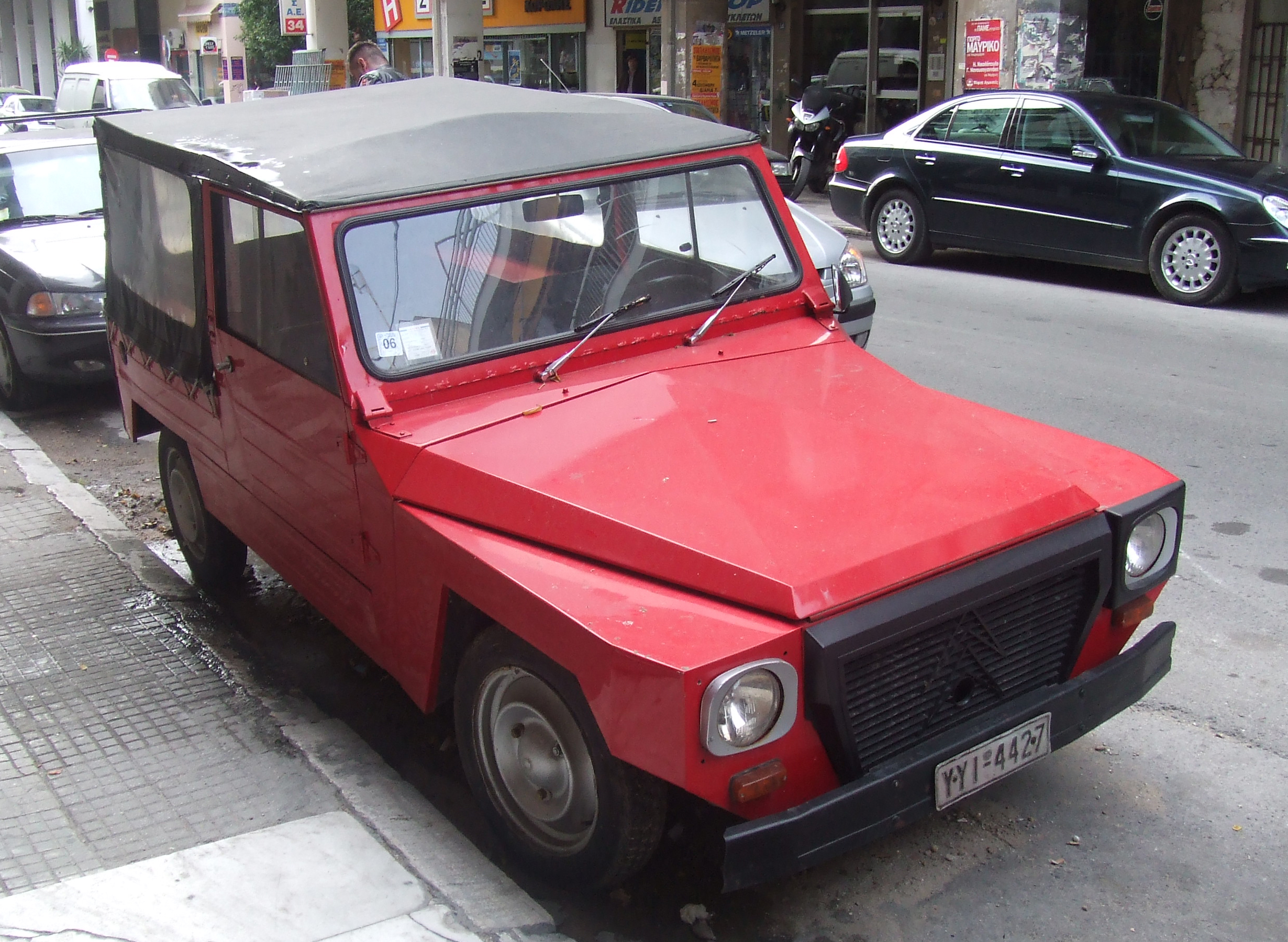
南夢宮小馬（1975年型號）
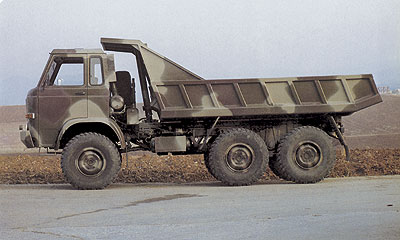
1978年型號的六輪驅動軍用車（NAMCO Milicar 6x6）

## 資料來源
1. 1 2  Skartsis: Greek vehicle & machine manufacturers. 1800 to present. A pictorial history.

## 外部連結
- NAMCO website （页面存档备份，存于）
- Site with automobile brochures (including Farmobil and Pony models) （页面存档备份，存于）
- Early 1960s report about export of Greek Farmobils to the U.S.